# 1990 WZ1
1990 WZ1 är en asteroid i huvudbältet som upptäcktes den 18 november 1990 av den belgiske astronomen Eric W. Elst vid La Silla-observatoriet. 